# Bình phương

5 ⋅ 5, hay 5^{2} (5 mũ 2, 5 bình phương). Mỗi khối đại diện cho một đơn vị, 1⋅1, và toàn bộ hình vuông đại diện cho diện tích hình vuông đó, hay là 5 ⋅ 5.

Bình phương hay mũ 2 là phép toán áp dụng cho mọi số thực hoặc số phức. Bình phương của một số là tích của số đó với chính bản thân nó 2 lần. Một cách tổng quát, bình phương chính là lũy thừa bậc 2 của một số, và phép toán ngược với nó là phép khai căn bậc 2.

## Bảng bình phương
| n  | n2  |    | n   | n2  |      | n  | n2  |
| -- | --- | -- | --- | --- | ---- | -- | --- |
| 1  | 1   |    | 12  | 144 |      | 23 | 529 |
| 2  | 4   | 13 | 169 | 24  | 576  |    |     |
| 3  | 9   | 14 | 196 | 25  | 625  |    |     |
| 4  | 16  | 15 | 225 | 26  | 676  |    |     |
| 5  | 25  | 16 | 256 | 27  | 729  |    |     |
| 6  | 36  | 17 | 289 | 28  | 784  |    |     |
| 7  | 49  | 18 | 324 | 29  | 841  |    |     |
| 8  | 64  | 19 | 361 | 30  | 900  |    |     |
| 9  | 81  | 20 | 400 | 31  | 961  |    |     |
| 10 | 100 | 21 | 441 | 32  | 1024 |    |     |
| 11 | 121 | 22 | 484 | 33  | 1089 |    |     |

## Tính chất
Bình phương của số thực luôn là số ≥0. Bình phương của một số nguyên gọi là số chính phương.

### Tính chất của số chính phương
- Số chính phương chỉ có thể tận cùng là: 0; 1; 4; 5; 6; 9. Số chính phương không thể tận cùng là: 2; 3; 7; 8.
- Một số chính phương có tận cùng là 5 thì chữ số hàng chục là 2. Một số chính phương có tận cùng là 6 thì chữ số hàng chục là lẻ. 
  - Chứng minh: Số chính phương {\displaystyle a=b^{2}} có tận cùng là 5 suy ra {\displaystyle b} có tận cùng là {\displaystyle 5}. Đặt {\displaystyle b=10x+5}. Ta có {\displaystyle (10x+5)^{2}=100x^{2}+100x+25=100(x^{2}+x)+25}, có hai chữ số tận cùng là 25, do đó chữ số hàng chục là 2. Số chính phương {\displaystyle a=b^{2}} có tận cùng là 6 suy ra {\displaystyle b} có tận cùng là 4 hoặc 6. Xét {\displaystyle (10x+4)^{2}=100x^{2}+80x+16=6+10(10x^{2}+8x+1)=6+10[2(5x^{2}+4x)+1]} và {\displaystyle (10x+6)^{2}=100x^{2}+120x+36=6+10(10x^{2}+12x+3)=6+10[2(5x^{2}+6x+1)+1]}. Do đó chữ số hàng chục là số lẻ.
- Khi phân tích một số chính phương ra thừa số nguyên tố thì các thừa số chỉ chứa số mũ chẵn.
- Số lượng các ước của một số chính phương là một số lẻ.
- N là số chính phương thì N chia hết cho một số nguyên tố khi và chỉ khi N chia hết cho bình phương của số nguyên tố đó (trừ trường hợp N=0; N=1).
- Tích của nhiều số chính phương là một số chính phương. 
  - Ví dụ: a2 × b2 × c2 = (a × b × c)2

## Ký hiệu
Số mũ ² bên phải của số được bình phương.

## Ví dụ
- Số thực:

22 = 2 × 2 = 4
152 = 15 × 15 = 225
(- 0,5)2 = 0,25
- Số phức:

{\displaystyle i^{2}=-1}
{\displaystyle (3+2i)^{2}=5+12i}